# Portrait d'Ivan Pavlov
Portrait d'Ivan Pavlov (en russe : Портрет И. П. Павлова) est un tableau de Mikhaïl Nesterov, réalisé en septembre 1935. Ce tableau valut à l'artiste en 1941 le Prix Staline (appelé après la déstalinisation prix d'État de l'URSS). 
À l'époque de la création de ce portrait en 1930, Nesterov était déjà un artiste d'âge mûr et réputé, de 68 ans. Il avait consacré de nombreuses années de sa vie à peindre des tableaux sur des sujets religieux, sur des églises, sur les moines. Nesterov s'est opposé au régime en place lors des premières années qui ont suivi la révolution d'Octobre, mais durant la période post-révolutionnaire, vu les nouvelles conditions de vie sociales et politiques, il est devenu portraitiste soviétique émérite. Dans les années 1930, malgré son âge, il connaît une nouvelle période créative et crée une série de portraits, qui sont parmi les meilleures de ses œuvres. Le peintre, d'habitude, ne faisait pas de portraits sur commande et travaillait seulement avec des personnes proches qu'il connaissait bien. Il s'intéresse à des personnes créatives, les représente dans l'action. Dans cette recherche, l'artiste n'est pas seul, et cette approche est caractéristique de la peinture de cette période soviétique. Pour de nombreux tableaux de cette époque, c'est l'activité créatrice du héros qui est la trame de la composition. Le portrait en buste cède la place au portrait de figure dans laquelle joue un grand rôle, non seulement l'expression du visage, mais aussi la pose, le geste, l'environnement. Ces spécificités du portrait jouent un rôle important dans la toile de Nesterov. C'est le portrait d'un homme actif et énergique, d'un homme d'une grande richesse spirituelle, d'une grande noblesse d'âme. C'est aussi sur le plan pictural l'idéal auquel les portraitistes de cette époque aspiraient et que Nesterov a incarné dans ce tableau et dans ses portraits.
Nesterov a réalisé deux tableaux de l'académicien Pavlov, l'un en 1930 et l'autre en 1935. Le premier est conservé au Musée russe, le second à la Galerie Tretiakov
L'académicien Ivan Pavlov, célèbre physiologue, lauréat du Prix Nobel de physiologie ou médecine en 1904, à la différence des sujets des autres tableaux de Nesterov de cette époque, n'était pas un familier de l'artiste. Les proches de Nesterov ont mis longtemps à la convaincre de réaliser ce portrait, et il résistait, parce que d'une part il ne se considérait pas comme un portraitiste, et que par ailleurs il ne voyait rien d'attirant pour lui dans la figure de ce savant qui était déjà représenté dans la photographie par des artistes réputés. Finalement, Nesterov marque son accord. En 1930, il vient travailler au portrait à Leningrad, ou plus exactement à l'institut de physiologie Pavlov dans le village de Koltouchak où il fait connaissance du savant. Nesterov avait alors 68 ans et Pavlov 81. L'artiste écrit que dès leur première rencontre son opinion sur Pavlov avait complètement changé. Le tempérament et l'énergie de l'académicien octogénaire ont suscité chez l'artiste l'envie de travailler et de saisir l'image de Pavlov. Le portrait créé présente l'académicien dans une véranda devant une fenêtre. Les tons clairs de la verdure animent le tableau, mais l'ensemble de la composition est statique. Malgré l'approbation de Pavlov et de l'entourage Nesterov n'était pas satisfait de ce portrait. Par contre, à partir de ce moment des relations amicales étroites se sont instaurées entre les deux hommes et à Leningrad le peintre vivait dans la maison de Pavlov à Koltouchak.

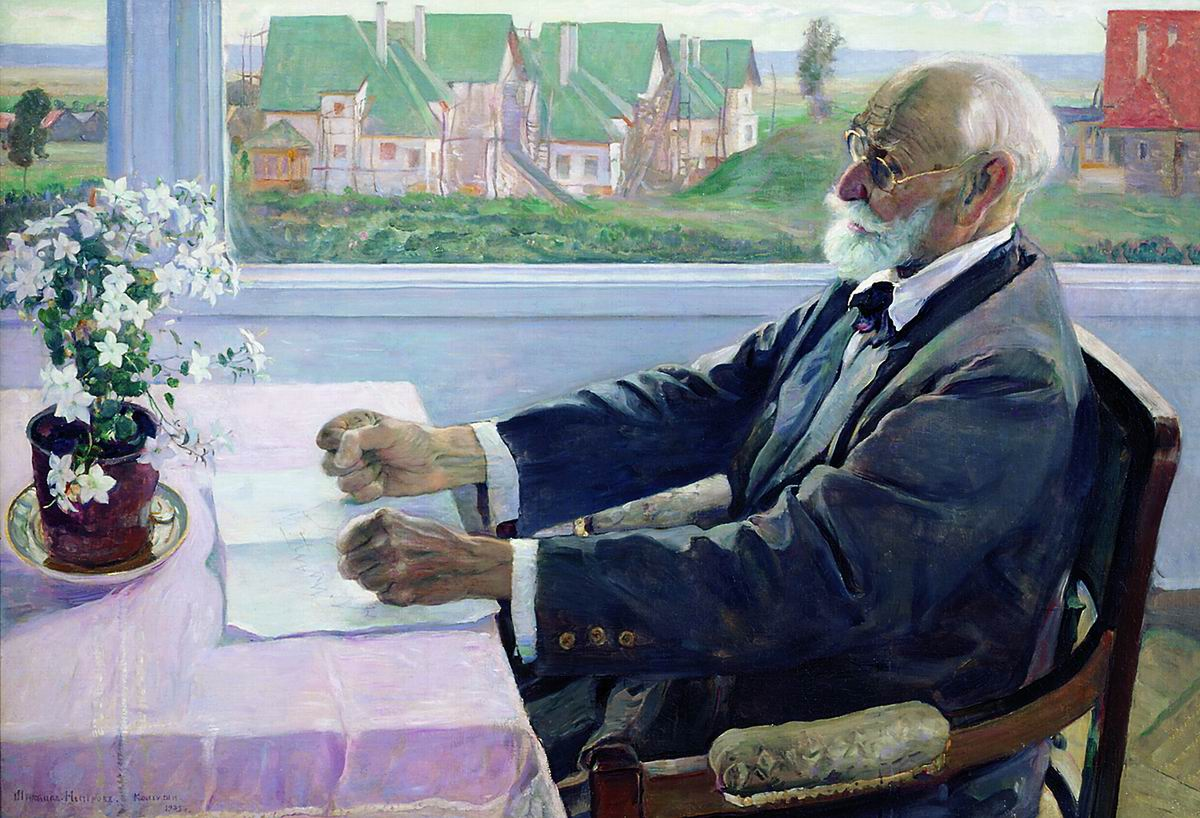
Nesterov, L'académicien Pavlov, Galerie Tretiakov 1935

Après 1930, Nesterov crée une série de portraits très réussis dans une composition dynamique, parmi lesquels le portrait du chirurgien Sergueï Youdine en 1935. Dans ce contexte créatif et vu le succès obtenu, il éprouve le souhait de récrire un portrait de Pavlov la même année 1935. Comme pour le premier portrait, le peintre s'est installé et a travaillé dans la maison de Pavlov. Dans ses lettres, il écrit qu'il travaille avec beaucoup d'enthousiasme. Dans une lettre à son médecin traitant E. Razoumova (datée du 3.09.1935), il écrit qu'il ne travaille que 4 à 5 heures par jour, tandis que dans celle envoyée au sculpteur Pavel Korine (9.09.1935), il écrit qu'il travaille de 5 à 8 heures par jour. Son médecin lui conseillait de ne pas travailler plus de 2 heures par jour. Dans la même lettre, il écrit qu'il appréhende de soumettre son tableau à la critique. L'académicien posait 2 heures dès le matin. Pendant les séances de pose, il parlait avec un de ses collaborateurs, ce qui ne convenait pas vraiment pour saisir une bonne image pour le portrait. Il réalise d'abord la figure de l'académicien, puis il poursuit avec le fond qu'il réalise en 8 heures de travail. Le 14 septembre 1935, Nesterov écrit à son épouse à Moscou que le tableau sera prêt pour le 20 septembre et qu'il se rendra à Moscou pour y demander un cadre pour le tableau qui devrait être réalisé dans les ateliers de la Galerie Tretiakov.
Sur cette toile de 1935, l'académicien Pavlov est représenté les bras tendus vers l'avant, les poings serrés. Ce geste, associé à la concentration intérieure et au travail permanent de la pensée était caractéristique du savant suivant le souvenir qu'en ont ses proches. À partir de là, le peintre en a fait un élément dominant associé à une composition allongée horizontalement. Au second plan, à l'extérieur, on aperçoit les bâtiments de la station biologique, l'incarnation matérielle des travaux de l'académicien.   
Le portrait a reçu le Prix Staline des beaux-arts pour l'année 1941. La récompense financière s'élevait à 100 000 roubles payés par Staline lui-même et prélevés sur les droits d'auteur que Joseph Staline gagnait par ses publications personnelles. C'était le signe de la reconnaissance officielle de Nesterov comme peintre de tendance réaliste, au sein du réalisme socialiste, alors que pour les œuvres de sa période pré-révolutionnaire, il est plutôt considéré comme un représentant du symbolisme russe. Il apparaît que cette récompense avait une signification historique pour l'idéologie officielle du fait que Nesterov et Pavlov étaient d'éminents représentants de la culture pré-révolutionnaire qui avaient trouvé leur place dans la nouvelle société socialiste.